# Война-Панченко, Сергей Константинович
Сергей Константинович Война-Панченко (1878—1920) — генерал-майор, герой Первой мировой войны, участник Белого движения.

## Биография
Родился 4 июля 1878 года. Образование получил в Петровском Полтавском кадетском корпусе, по окончании которого 31 августа 1895 года был зачислен в Михайловское артиллерийское училище.
Выпущен 8 августа 1898 года подпоручиком и тут же был принят в Офицерскую артиллерийскую школу, которую окончил с отметкой «успешно».
8 августа 1902 года произведён в поручики, 3 ноября 1904 года назначен адъютантом к генерал-инспектору артиллерии; на этой должности он находился более девяти лет и за это время получил чины штабс-капитана (8 августа 1906 года), капитана (8 августа 1911 года) и полковника (6 декабря 1912 года). На 1914 год в Санкт-Петербурге ему принадлежал современный дом № 21 на 18-й линии Васильевского острова (архитектор — Василий Шауб).
29 января 1914 года Война-Панченко был назначен командиром 3-й Его Императорского Высочества Великого Князя Георгия Михайловича батареи лейб-гвардии Конной артиллерии и в этом качестве встретил начало Первой мировой войны.
Высочайшим приказом от 30 января 1915 года Война-Панченко был награждён орденом св. Георгия 4-й степени
За то, что особо искусно и мужественно руководил под сильным огнём в боях под Иваногородом, огнём артиллерийских групп, из 12-ти скорострельных и 24-х тяжёлых орудий, неоднократно приводивших к молчанию сильнейшие батареи противника, останавливаших его атаки и обеспечивавших успех наших атак, особенно же за блестящие действия 11 окт. 1914 г., когда привёл к молчанию несколько гаубичных батарей противника, беглым огнём с фланга наносивших сильный вред пехотной дивизии, дал возможность Переяславскому полку занять Каэтанов и дважды отбил бешеные атаки противника на правый фланг 25-го корпуса.
12 февраля 1915 года Война-Панченко был назначен командиром лейб-гвардии Тяжёлого артиллерийского дивизиона. 9 февраля 1917 года произведён в генерал-майоры.
Во время Гражданской войны состоял в Вооружённых силах Юга России.
Скончался от тифа 11 января 1920 года в Новороссийске.
Сергей Война-Панченко был автором стихов, лёгших в основу ряда военных песен и маршей («Маршируют полки», «Мы русские!» и другие).

## Награды
Среди прочих наград Война-Панченко имел ордена:
- Орден Святой Анны 3-й степени (6 декабря 1908 года)
- Орден Святой Анны 2-й степени (25 сентября 1913 года, мечи к этому ордену пожалованы 19 ноября 1914 года)
- Орден Святого Владимира 4-й степени с мечами и бантом (19 ноября 1914 года)
- Орден Святого Георгия 4-й степени (30 января 1915 года)